# Бранкалеоне Марина
Бранкалеоне Марина је насеље у Италији у округу Ређо ди Калабрија, региону Калабрија.
Према процени из 2011. у насељу је живело 3053 становника. Насеље се налази на надморској висини од 36 м.